# Furius Dionysius Filocalus
Pour les articles homonymes, voir Philocalus.
Furius Dionysius Filocalus, ou Philocalus, est un lapicide (spécialiste de la gravure de textes épigraphiques) romain actif dans la seconde moitié du IVe siècle de notre ère.
On lui doit le célèbre Chronographe de 354, parfois appelé Calendrier de Filocalus.
Il créa plus tard le caractère philocalien, à la demande du pape Damase Ier (366-384), qui avait entrepris de rechercher et de monumentaliser les tombes romaines des martyrs. Ce caractère élégant fut ainsi utilisé pour graver les Épigrammes (c'est-à-dire les épitaphes) en hexamètres dactyliques que le pape composa dans ce dessein et fit placer sur les tombes des martyrs romains ; ces inscriptions narraient de manière concise et solennelle les circonstances de leur martyre, soit leur passion.